# Peanut Butter and Jelly Live at the Ginger Minge
Peanut Butter and Jelly Live at the Ginger Minge is het vierde en laatste studioalbum van de Amerikaanse garagerockband Coachwhips. Het album werd uitgebracht op 1 februari 2005. De productie lag in handen van Chris Woodhouse met wie frontman John Dwyer al langer wilde samenwerken. Nog in hetzelfde jaar zou de band opgeheven worden. Het was niet het allerlaatste werk van de band; in 2006 verscheen de cd/dvd-set Double Death.

## Achtergrond
Frontman John Dwyer probeerde al langere tijd in contact te komen met Chris Woodhouse, gitarist van FM Knives en producer van albums van onder andere de A Frames. In de tussentijd werkten Coachwhips samen met Weasel Walter die voorganger Bangers Vs. Fuckers (2003) produceerde. Nadat dat album was uitgekomen, nam Woodhouse contact op met Dwyer. Hij produceerde het album en gaf het werk een rauw, lo-fi geluid. De titel van het album doet vermoeden dat het een livealbum is, maar heeft betrekking op het feit dat de opnames zo min mogelijk bijgeschaafd werden.
In de loop van 2005 hief Dwyer de band op. Hij vond het saai worden om steeds dezelfde muziek te spelen. Een jaar na de opheffing bracht label Narnack Double Death uit, een cd/dvd-set met B-kanten, zeldzame nummers en opnames van concerten.

## Ontvangst
Het album werd zeer positief ontvangen door critici. Thomas Blatchford van Drowned in Sound vergeleek de sound van het openingsnummer "Body and Brains" met die van noiserockband Sonic Youth maar noemde het misleidend in die zin dat de rest van het album snoeihard is. Zo vond hij  "Ya No Ya Wanna" klinken als de eerste maat van een riff van postpunkband The Futureheads. Jay Debauchery van Punknews.org benoemde het rauwe geluid dat hij omschreef als "raw, primal expulsions of sonic cool that's so refreshing to the pallete amongst the current buffet of bland rock."
Een gematigdere recensie kwam van Johnny Loftus van Pitchfork die het album een 7,3 gaf, hoewel hij geen kritiekpunten benoemde.

## Tracklist
| 1.                 | Body and Brains              | 2:15 |
| 2.                 | I Made a Bomb                | 3:00 |
| 3.                 | Did You Cum?                 | 1:18 |
| 4.                 | Human Skin                   | 1:38 |
| 5.                 | Ya No Ya Wanna               | 1:19 |
| 6.                 | Letter 2 London              | 1:44 |
| 7.                 | Wat Do They Eat?             | 2:33 |
| 8.                 | Oops. Uh. Uh.                | 1:38 |
| 9.                 | PB+J                         | 1:38 |
| 10.                | Your Party Will Be a Success | 4:12 |
| Totale duur: 21:15 |                              |      |

- MusicBrainz release group: 24a47277-91c5-30e8-990e-df8b98a709a0